# Juan Carlos López Fernández
Juan Carlos López Fernández es un político mexicano, miembro del Partido de la Revolución Democrática. Nació el 7 de noviembre de 1965. Es licenciado en Ciencias Políticas y Administración Pública, con diplomados en Políticas Públicas, Administración Financiera del Estado y Administración y gobierno. Fue diputado al Congreso de Chiapas en la LXIII Legislatura. Es diputado federal en la LXI Legislatura del Congreso de la Unión de México por el I Distrito Electoral Federal de Chiapas. 